# Aginskoe

Aginskoe (em russo:  Аги́нское; em buriata: Ага һуурин, em chinês:  彦乎林, transl. yànhūlín ) é a capital da província russa de Agin-Buryat. Sua população é de 7 922 habitantes.